# 董家口港区疏港铁路
中国铁路董家口港区疏港线（简称董家口线），通称董家口港区疏港铁路，是中华人民共和国青岛市董家口港的疏港铁路。位于山东省青岛市南部，联结董家口港区内装卸作业区与青盐铁路董家口站，全长19.863千米，其中，线路正线长度14.623千米，联络线长度为5.24千米。根据线路在路网中的地位和运量，采用国铁I级、双线标准，工程总投资估算20.7亿元，由中国铁路总公司和青岛港集团合资建设，中铁十局承建。疏港铁路主要为董家口港区和临港产业园区提供运输服务，并预留与山西中南部铁路接口。

## 历史
2018年7月20日，青岛港董家口港区疏港铁路全线贯通。
2019年1月5日，青岛董家口港区疏港铁路投入运营，安排开行青盐铁路货物列车30对。